# ديسقوريا مستعرضة
ديسقوريا مستعرضة (الاسم العلمي:Dioscorea transversa) أو اليام القلمي (بالإنجليزية: Pencil yam)‏ هي نوع من النباتات تتبع جنس الديسقوريا من الفصيلة الديسقورية.